# Lesní kvítek
Lesní květina (v německém originále Die Waldblume) je opera českého skladatele Jana Bedřicha Kittla na libreto německého básníka Johanna Carla Hickela. Opera byla poprvé uvedena v Praze roku 1852.
Opera byla kritikou i obecenstvem přijata příznivě, ale poměrně vlažně; její úspěch však nebyl srovnatelný s úspěchem Bianky a Giuseppeho. Oproti předchozí opeře znamenala odklon ke komornějšímu, lyričtějšímu rázu hudby, navazujícímu na Kittlovu komorní tvorbu. Zastoupen byl více i prvek komický, zato vypjaté dramatické a davové scény známé z Biancy a Giuseppeho chyběly. Kritika si cenila zejména předehry (které později sloužila i jako koncertní kus), úspěch měly například Mariina romance a výsměšný sbor v prvním dějství nebo milostný duet Marie a Roberta ve třetím dějství. Přesto se konaly jen dvě reprízy a dále byl Lesní kvítek ve Stavovském divadle připomínán jen jednotlivými čísly.

## Osoby a první obsazení
| osoba                                               | hlasový obor | premiéra (20.2.1852)      |
| --------------------------------------------------- | ------------ | ------------------------- |
| Ludvík XIV., francouzský král                       | bas          | Wilhelm Versing           |
| Françoise d'Aubigné Maintenon                       | soprán       | Ida Francisca Schwarzbach |
| Hrabě de Lauzun, králův oblíbenec                   | basbaryton   | Eduard Kunz               |
| Markýz de Hardeville, vrchní lovčí                  | tenor        | Josef Emminger            |
| Hélène de Tournon, dvorní dáma                      |              | Amalie Fries              |
| Pierrot Petitfou, lékař a starosta St-Jean-aux-Bois | bas          | Franz Brava               |
| Dorothée, jeho dcera                                | soprán       | Chmelová                  |
| Marie                                               | soprán       | Eugenie Fischer           |
| Robert, hajný                                       | tenor        | Josef Reichel             |
| Frontin, Lauzunův sluha                             | bas          | Karel Strakatý            |
| Páže                                                |              | Weinsbach                 |
| Šlechtici, šlechtičny, pážata, vesničané, muzikanti |              |                           |

## Děj opery
Děj opery se odehrává v roce 1684.

### 1. dějství
V lese u St-Jean-aux-Bois žije osiřelá dívka, které se ujal starý myslivec. Mladistvá krása Marie, obecně nazývané "Lesní květina", je proslulá široko daleko, a to i mezi dvořany krále Ludvíka XIV., který v lese často pořádá lov. Jeho lovci právě přijíždějí (sbor Es lebe die Jagd, die Schönheit, der Wein) a ve spatření sličné Marie doufá i vrchní lovčí Hardeville, místo toho však narazí na rozhořčeného starostu Petitfoua (árie Alle Teufel! Donnerwetter!) Králi má dnes při slavnosti předat dožínkový věnec nejkrásnější dívka ze vsi – což je přirozeně starostova dcera Dorothée – a přitom se v pavilónu u bufetu přichystaného pro krále usadila jakási krásná dáma a tvoří nežádanou konkurenci. Je však nutno ustoupit, protože ona dáma není nikdo jiný než králova choť Madame de Maintenon…
Přichází Marie a zpívá si o lese (árie Im grünen Wald, da ist's so schön) Hardeville s ní začne ihned laškovat, což přeruší paní de Maintenon a její dvorní dáma paní de Tournon. Těm Marie prozradí důvod své návštěvy. Je zamilována do mladého (a velmi žárlivého) lesníka Roberta a chce využít okolnosti, že na dnešní den je ohlášen královský hon, k tomu, aby mu u Jeho Veličenstva vyprosila nějakou službu (árie Marie Einsam, tief in Waldes Mitte… Ein junger schmucker Jägersmann). Od Madame de Maintenon se jí podaří získat příslib rozhovoru s Jeho Veličenstvem (kvartet Willst du dem König sprechen); brzy však dorazí zpráva, že se král dnešního lovu nezúčastní. Příčinu tohoto rozhodnutí se Marie záhy dozvídá od Roberta, kterého se neznámý muž pokoušel donutit k zavraždění krále (duet Robert, traust du nicht der Liebe a árie Roberta Ich strich durch den Wald, mein Gewehr in der Hand).
Též králův oblíbenec hrabě de Lauzun by se rád dostal do přítomnosti krásné Marie, a to i lstí (árie Flüchtig eilt die Stunde). Za pomoci svého sluhy Frotina se dívce představí jako Ludvík XIV. (duet Muth gefaßt, du holde Kleine) a vyžádá si, aby při obvyklé vítací slavnosti předávala jménem vesničanů dožínkový věnec. Starosta Pierrot Petitfou jen s nevolí a na přímý rozkaz "krále" přenechává Marii tuto úlohu. Marie tedy přichází ke královskému pavilonu v čele průvodu vesničanů (árie Petitfoua se sborem Still und leise stellt euch im Kreise… Das ganze Dorf versammelt sich) a je odvedena k tête-à-tête s domnělým králem. Robertovi, který právě přichází, pak žertující dvořané ukáží to, co vydávají za schůzku krále s jeho tajnou milenkou. Roberta se zmocní žárlivost, a když mu Marie přináší jmenování královským lesníkem, odmítá a s urážkami ji opouští. Marie je nyní terčem posměchu vesničanů (finále Fahr' hin, du Ungetreue… Waldblümelein! Waldblümelein!).

### 2. dějství
V blízkém loveckém zámečku král Ludvík XIV. přijímá hold svých dvořanů (sbor Heil dem König auf dem Throne) a dozvídá se o statečném mladém lesníkovi, jenž odhalil a zadržel spiklence, který usiloval o králův život, a jenž se vzdálil bez přijetí díků. Do zámečku tajnými, jí známými dveřmi přichází Marie, aby napravila svou pověst, kterou poškodilo dostaveníčko s domnělým králem (árie Da bin ich nun… Der Blume gleicht das Menschenherz). Žádá Madame de Maintenton o zadostiučinění a vypráví jí, jak ji král sváděl a co z toho pošlo (duet Gnade, Fürstin und Erbarmen). Paní de Maintenton to považuje za důkaz obecné nespolehlivosti mužů (árie Die Männer sind flüchtig und launisch gesinnt), při konfrontaci s Ludvíkem se však ukáže, že král není vinen (tercet Wer ist die holde Kleine). Naopak ten, kdo se za něho vydával, se provinil urážkou majestátu. Všichni tři se tedy dohodnou na lsti; Marie má zůstat v úkrytu, a až se objeví její svůdce, má zazvonit na zvoneček. Král poté, co si povzdechne nad strastmi panování (árie Es sitzet der König allein auf dem Thron), nechá postupně předvolat své dvořanstvo, a tak je Lauzun odhalen (sbor a ansámbl Im Auftrag des Königs sind wir erschienen… Dirne! Dirne! warte! warte!).
V té chvíli je však předveden Robert, který byl zatčen za urážlivá slova o Jeho Veličenstvu (árie Roberta Ich liebt' Marie und sie war mir gewogen). Ludvík XIV. zachránci svého života ovšem promine a navíc uloží Lauzunovi, aby snoubencům vyplatil jako svatební dar 10 000 liber. Robert je však dosud na Marii rozhněván, a nedbaje na královy rozkazy a Mariiny prosby, dar i sňatek odmítne uprchne oknem (finále Laß mich, Robert, dir gestehen).

### 3. dějství
Očištění Mariina jména považuje král za otázku své osobní cti, a nařizuje proto okamžitou svatbu Marie s Lauzunem. Přípravy řídí s nevolí Petitfou: kéž by byla o čest bývala přišla raději jeho dcera, mohla být teď hraběnkou (árie Petitfoua se sborem Euch treu zu dienen… Ich könnte von Ärger davonlaufen). Přichází ženich rovněž ve špatné náladě, kterou holdování vesničanů jen umocní. Sluhovi Frontinovi vykládá své krédo: užívat života, a pak ať ho třeba vezme čert (duet Wie auch die Würfel fallen im Leben).
Do setmělé kaple přichází Marie nešťastná z chystaného sňatku i z toho, že by měla opustit svůj důvěrně známý lesní domov (recitativ a árie Mein Herz schlägt bang… Es hängt mein Herz am Walde). Objevuje se znovu Robert, kterého Marie ve stínu pokládá za svého nového ženicha. Zapřísahá ho, aby na její ruce netrval, a vyznává se ze své lásky k prostému, chudému lesníkovi. Robert se jí dá poznat o oba spočinou v objetí (duet O lassen Sie mich ziehen… Glück und Wonne). Přicházejí hosté ke svatebnímu obřadu (sbor Zu dem Feste nah'n die Gäste). Král je překvapen změnou situace, ale všichni jej přesvědčí, aby netrval na svém původním příkazu. Ludvík požehná svazku Roberta a Marie a mladý pár čeká jak královská lesovna, tak slíbené věno (finále: ansámbl Trenne nicht, was sich hier fand, repríza Mariiny árie Im grünen Wald, da ist's so schön a sbor Du ziehest aus des Königs Haus).